# Calvin Goldspink
Calvin Goldspink (ur. 24 stycznia 1989 r., w Great Yarmouth w Wielkiej Brytanii) – brytyjski muzyk piosenkarz; lider zespołu S Club 8.
Piosenki w jego wykonaniu to m.in.: "Puppy Love" lub "Sloop Upside".